# Tarcisius Isao Kikuchi
Tarcisius Isao Kikuchi, S.V.D. (em japonês:  タルチシオ 菊地 功, Kikuchi Isao, nascido em Miyako, 1 de novembro de 1958) é um cardeal japonês da Igreja Católica e membro professo dos Missionários do Verbo Divino que atua como arcebispo de Tóquio desde sua nomeação em 2017. Ele trabalhou como missionário em Gana na África Ocidental, serviu como bispo de Niigata de 2004 a 2017 e é presidente da Caritas Internacional desde 2023.
Kikuchi também preside a Conferência Episcopal do Japão, é secretário-geral da Federação das Conferências Episcopais da Ásia e foi presidente da Caritas Japão e da Caritas Ásia, além de membro do Conselho Representativo da Caritas Internacional.

## Biografia
Tarcisio Isao Kikuchi nasceu em Miyako, na província de Iwate, em 1 de novembro de 1958. Estudou para o sacerdócio no Japão e fez seus votos como membro dos Missionários do Verbo Divino (Verbitas) em março de 1985, sendo ordenado sacerdote em 27 de fevereiro de 1982 por Aloysius Nobuo Soma em Nagoya. Realizou estudos adicionais no Instituto Espiritual do Sagrado Coração em Melbourne.
De 1986 a 1992, serviu como missionário em Gana, atuando como pároco em áreas rurais das dioceses de Acra e Koforidua. Ao retornar ao Japão, foi formador, vice-prefeito de postulantes e diretor vocacional dos Verbitas (1993-1994) e conselheiro provincial da ordem (1994-1999). De 1994 a 2004, lecionou na Universidade Nanzan e integrou o Comitê de Ajuda Internacional da Conferência Episcopal do Japão. Também coordenou o Escritório de Justiça e Paz para a Ásia dos Verbitas (1996-1999) e foi diretor executivo da Caritas Japão (1999-2004).
O Papa João Paulo II o nomeou bispo de Niigata em 29 de abril de 2004, sendo consagrado em 20 de setembro de 2004 na Salle de Seishin Girls' High School, em Niigata, por Peter Takeo Okada, arcebispo de Tóquio, com Rafael Masahiro Umemura (bispo de Yokohama) e Marcellino Taiji Tani (bispo de Saitama) como co-consagradores. Adotou o lema episcopal *Varietate unitas* (Unidade na Diversidade).
Kikuchi participou de duas visitas ad limina: ao Papa Bento XVI em 14 de dezembro de 2007 e ao Papa Francisco em 20 de março de 2015. Em 2017, esteve presente na beatificação de Justo Ukon Takayama, um samurai católico do século XVI, em Osaka, destacando-o como "um modelo para todos" por renunciar a privilégios e riquezas pela fé.
O Papa Francisco o nomeou arcebispo de Tóquio em 25 de outubro de 2017, e Kikuchi foi instalado em 16 de dezembro de 2017. Em 2014, foi nomeado membro da Congregação para a Evangelização dos Povos.
Durante a pandemia de COVID-19, em julho de 2021, Kikuchi cancelou os serviços nas igrejas de Tóquio para os participantes das Olimpíadas e Paralimpíadas de 2020, pedindo que visitantes se abstivessem de frequentar as igrejas devido ao aumento de casos.
Em 22 de julho de 2021, foi eleito secretário-geral da Federação das Conferências Episcopais da Ásia, sucedendo Stephen Lee Bun-sang, bispo de Macau. Em 14 de fevereiro de 2022, assumiu a presidência da Conferência Episcopal do Japão. Em 13 de maio de 2023, foi eleito presidente da Caritas Internacional, sucedendo Luis Antonio Tagle.
No Angelus de 6 de outubro de 2024, o Papa Francisco anunciou sua criação como cardeal no Consistório de 7 de dezembro de 2024. Recebeu o barrete vermelho, o anel cardinalício e o título de cardeal-presbítero de São João Leonardo.

## Posições

### Coreia do Norte
Kikuchi tem sido um firme defensor do diálogo em relação ao programa nuclear da Coreia do Norte e à crise diplomática com os Estados Unidos da América em 2017, marcada por tensões devido a testes nucleares norte-coreanos. Em agosto de 2017, expressou sua esperança de que o governo japonês promovesse "uma iniciativa de diálogo que envolva todos os lados envolvidos nesta crise para encontrar uma solução diplomática". Afirmou que o diálogo é "a única solução para a coexistência pacífica nesta parte da Ásia" e criticou "novos líderes políticos" por explorarem o confronto para fins políticos, pedindo novas negociações.

### Evangelização
Kikuchi apoia esforços missionários e de evangelização, destacando a importância de "semear e testemunhar o Evangelho em nossa sociedade hoje". Ele reflete sobre "onde e como evangelizar" na comunidade japonesa, onde o catolicismo é minoria. Segundo ele, "cabe a nós proclamar e testemunhar a alegria do Evangelho para a humanidade hoje. A graça de Cristo nos sustenta e nos guia nesta jornada". Durante a visita do cardeal Fernando Filoni, então Prefeito da Congregação para a Evangelização dos Povos, ao Japão em setembro de 2017, Kikuchi expressou o desejo de que os esforços de evangelização fossem "humildes", mas ousados e diretos.

### Meio ambiente
Kikuchi é um defensor da proteção ambiental e escreveu um artigo para o *Asia News* em apoio à encíclica Laudato si', do Papa Francisco, que aborda a ecologia integral. Ele destacou que todos os cristãos têm o dever de proteger o meio ambiente e alocar recursos de forma equitativa, enfatizando que "devemos agir para proteger a vida das gerações futuras" contra a degradação ambiental. Kikuchi considerou a encíclica uma "base sólida" para o compromisso com o ativismo ambiental.

### Direitos LGBT
Kikuchi manifestou apoio aos direitos LGBT ao recomendar e contribuir para o livro *LGBT e Cristianismo*, supervisionado por Aika Taira, um pastor gay da Igreja Unida de Cristo no Japão. A obra, promovida pela Mesa Católica de HIV/AIDS, apoiada pela Conferência Episcopal Japonesa, busca fornecer informações de saúde e combater a discriminação contra a comunidade LGBT.